# Madelaine Petsch
Madelaine Petsch (Port Orchard, 1994. augusztus 18. –) dél-afrikai származású amerikai színésznő, közösségimédia-személyiség.
Szülei Dél-Afrikából származnak, ő maga a Washington állambeli Port Orchardban született. Életének első tíz évét váltakozva Dél-Afrikában és Washington államban töltötte. Hároméves kora óta tánc-, majd színházi órákra jár. Legismertebb szerepe Cheryl Blossom a Riverdale sorozatból. Ő a főszereplője a 2024-ben indult, háromrészesre tervezett Hívatlanok című horrorfilmsorozatnak, melynek első része Hívatlanok – Első fejezet címmel jelent meg. Youtuberként is sikeres, vlogcsatornáján több mint 6 millió feliratkozója és kb. 300 millió megtekintése van. 2017-ben és 2018-ban Teen Choice Awards díjat nyert.

## Magánélete
Vegetáriánusnak nevelték. Részt vett egy PETA-kampányban is.
Van egy bátyja.

## Filmjei
- 2015: Instant anyu 3x25. epizód "Gone Batty"
- 2016: Az elátkozott örökség (Eliza)
- 2017–2023: Riverdale (Cheryl Blossom)
- 2024–: Hívatlanok sorozat (Maya Lucas)